# Ugo Janssens
Hugo (pseudoniem Ugo) Janssens (Kapellen bij Antwerpen, 8 november 1947 - Malmedy, 14 december 2022) is een Belgische, Nederlandstalige auteur van historische non-fictie en fictie, die zich toelegt op toegankelijke wetenschappelijke geschiedschrijving.

## Biografie
Hugo Janssens groeide op in Sint-Mariaburg (Brasschaat). Sinds 1996 woont hij in Grand-Halleux in de Hoge Ardennen. Voordat hij zich voltijds aan wetenschap en literatuur wijdde, was hij commercieel of marketingdirecteur in verschillende binnen- en buitenlandse bedrijven. Hij was jarenlang vaste medewerker aan diverse sportredacties. Van 1969 tot 1974 was hij secretaris van het Belgisch Olympisch Comité.   
In 1986 debuteerde hij met de dichtbundel Myriam. In 2002 verscheen zijn eerste non-fictieboek, Historische gids voor België. In 2007 publiceerde hij De Oude Belgen. Geschiedenis, leefgewoontes, mythe en werkelijkheid van de Keltische stammen. Tot vandaag is dit boek het meest verkochte geschiedenisboek ooit in Vlaanderen.  In het Frans vertaald als Ces belges les plus braves, dat in Frankrijk hoge verkoopcijfers haalde.
In 2010 volgde zijn romandebuut De vrouw met de luifelhoed, het eerste deel van de historische trilogie Het oculatum,  waarvan het jonge België en zijn door de geschiedschrijving vergeten eerste kolonie Santo Tomás de Castilla in Guatemala het decor vormen. De trilogie, met de vervolgdelen De zon komt op in het Westen en De taal van de sterren, evoceert het politieke, sociale en economische klimaat in de jonge staat met de industriële revolutie, de ontvoogding van het Vlaams, de eerste tekenen van de vrouwenemancipatie en het dagelijkse leven in de verschillende geledingen van de maatschappij als exponenten. 
Ugo Janssens werd voor zijn oeuvre onderscheiden met onder meer de Lion Francoutprijs en het ereburgerschap van de Luxemburgse gemeente Vielsalm. Hij is tevens peter van de archeologische site Gallische Hoeve in Destelbergen.

## Werken
Non-fictie
- Historische gids voor België (Standaard Uitgeverij, 2002) - non-fictie
- De Oude Belgen. Geschiedenis, leefgewoontes, mythe en werkelijkheid van de Keltische stammen (The House of Books, 2007)
- Ces belges 'les plus braves'. Histoire de la Belgique gauloise (Racine-Lannoo, 2008)
- De heidenen. Riten, culten en religie in de Lage Landen van de oertijd tot het christendom (Lannoo, 2009)
- Vrouwen, 30.000 jaar mysterie. Van godin tot slavin (Witsand, 2010)
- De Oude Belgen. Strijd, leven en traditie (Van Halewyck, 2014 (herziene druk))
- De Germanen. Werkelijkheid en mythe (Van Halewyck, 2014)
- Heksenhoer, sterf! Magie, ketterij en hekserij, vroeger en nu (Van Halewyck, 2015)
- Het leugenboek. Misvattingen en bedrog in de geschiedenis (Amsterdam University Press, 2017)

Fictie
- De vrouw met de luifelhoed (Witsand, 2010, herziene druk Kiriaboek, 2012), historische fictie
- De zon komt op in het westen (Witsand, 2011, herziene druk Kiriaboek, 2012), historische fictie
- De taal van de sterren (Kiriaboek, 2012), historische fictie
- Tinne, tamboer van Napoleon (Van Halewyck, 2015), historische jeugdfictie, met Marc De Bel
- eXXit (Uitgeverij Gandaboeken, 2019), een herwerkte, geactualiseerde heruitgave van XX - wanneer het ophoudt (Boekschout, 2018), science fiction

Poëzie
- Myriam (Verbeelen, 1986)

- Gemeinsame Normdatei: 1068246529
- International Standard Name Identifier: 0000 0000 5498 6793
- Library of Congress Control Number: no2009014494
- Nederlandse Thesaurus van Auteursnamen: 303355735
- Système universitaire de documentation: 12740726X
- Virtual International Authority File: 78906629
- WorldCat: E39PBJtMrx6ddTHpv36cvxTJXd